# Kronowo (Barczewo)
Kronowo (deutsch Groß Cronau, von 1929 bis 1945 Cronau) ist ein Dorf sowie Schulzenamt in der Stadt-und-Land-Gemeinde Barczewo (Wartenburg i. Ostpr.). Es gehört zum Powiat Olsztyński (Kreis Allenstein) in der polnischen Woiwodschaft Ermland-Masuren.

## Geographische Lage
Kronowo liegt im Westen der Woiwodschaft Ermland-Masuren und ist etwa sechs Kilometer von Barczewo (Wartenburg) und rund zehn Kilometer von Jeziorany (Seeburg)  entfernt.

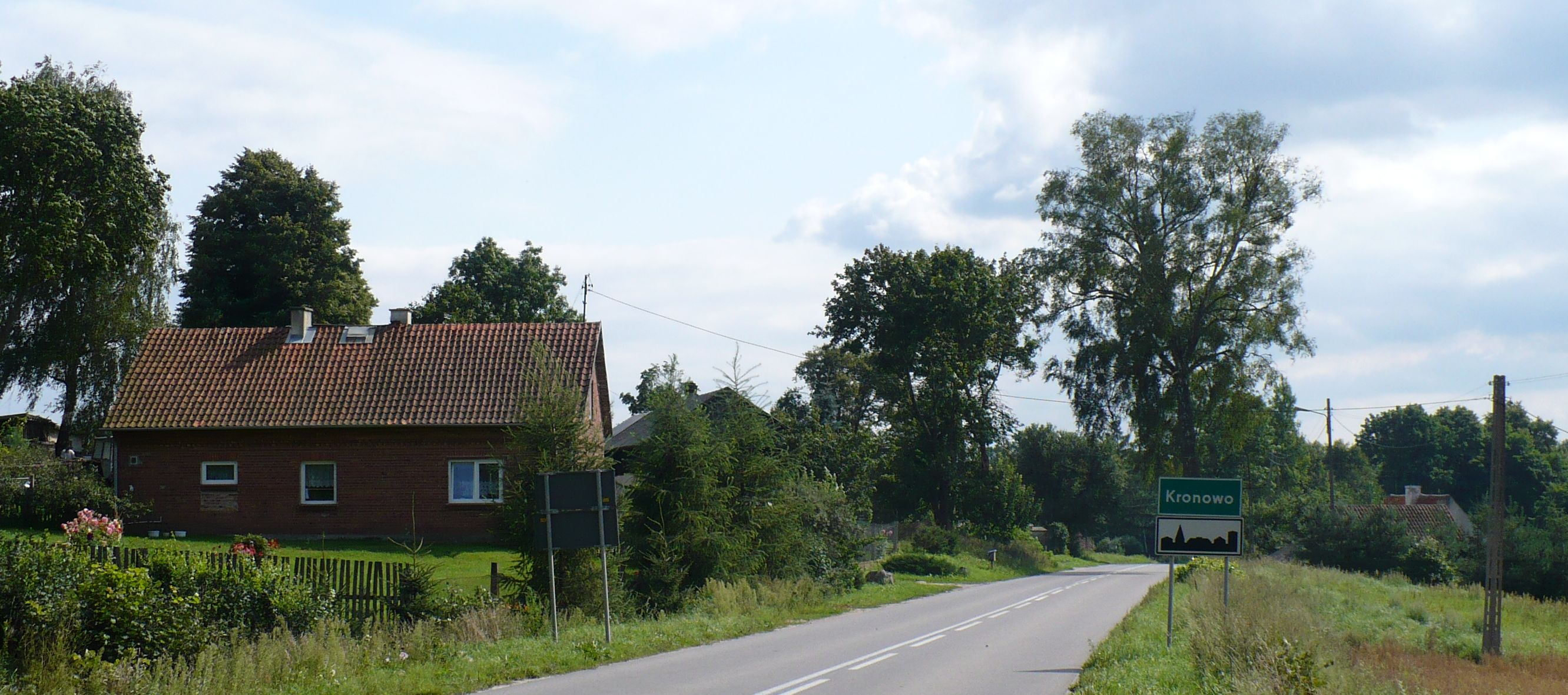
Ortseinfahrt Kronowo

## Geschichte

### Ortsgeschichte
Groß Cronau wurde zwischen 1355 und 1373 gegründet. 1785 hatte das königliche Bauerndorf im Amt Wartenburg, Kreis Heilsberg, 41 Feuerstellen, 1820 waren es 58 Feuerstellen bei 253 Einwohnern. Am 3. Dezember 1861 erbrachte eine Volkszählung 74 Wohngebäude bei 622 Einwohnern.
Am 7. Mai 1874 wurde Groß Cronau Amtssitz des neu errichteten Amtsbezirks Cronau im ostpreußischen Kreis Allenstein im Regierungsbezirk Königsberg (ab 1905: Regierungsbezirk Allenstein).
Im Jahre 1910 zählte Groß Cronau 861 Einwohner.
Aufgrund der Bestimmungen des Versailler Vertrags stimmte die Bevölkerung im Abstimmungsgebiet Allenstein, zu dem Groß Cronau gehörte, am 11. Juli 1920 über die weitere staatliche Zugehörigkeit zu Ostpreußen (und damit zu Deutschland) oder den Anschluss an Polen ab. In Groß Cronau stimmten 440 Einwohner für den Verbleib bei Ostpreußen, auf Polen entfielen 100 Stimmen.
Am 30. September 1928 vergrößerte sich Groß Cronau um den Nachbarort Klein Cronau (polnisch Kronówko), der eingemeindet wurde. Am 3. Juli 1929 schließlich wurde Groß Cronau in „Cronau“ umbenannt. 822 Einwohner waren 1933 in Cronau ansässig, 804 waren es im Jahre 1939.
In Kriegsfolge wurde das gesamte südliche Ostpreußen im Jahre 1945 an Polen abgetreten. Cronau erhielt die polnische Namensform „Kronowo“ und ist heute in die Landgemeinde Barczewo (Wartenburg i. Ostpr.) im Powiat Olsztyński (Kreis Allenstein) eingegliedert, zwischen 1975 und 1998 der Woiwodschaft Olsztyn, seither der Woiwodschaft Ermland-Masuren zugehörig. Im Jahre 2011 zählte Kronowo 437 Einwohner.

### Amtsbezirk Cronau (1874–1945)
Der Amtsbezirk Cronau umfasste bei seiner Errichtung sechs Orte. Aufgrund struktureller Veränderungen waren es am Ende noch vier:
| Deutscher Name                | Polnischer Name | Anmerkungen                                                     |
| ----------------------------- | --------------- | --------------------------------------------------------------- |
| Eichenstein                   | Dębno           | 1928 in die Landgemeinde Kirschdorf eingegliedert               |
| Groß Cronau, ab 1929: Cronau  | Kronowo         |                                                                 |
| Klein Cronau                  | Kronówko        | 1928 nach Groß Cronau eingemeindet                              |
| Kollacken 1938–1945 Kallacken | Kołaki          |                                                                 |
| Prohlen                       | Próle           |                                                                 |
| Wieps                         | Wipsowo         | 1881 in den Amtsbezirk Ramsau um gegliedert                     |
| ab 1881:                      |                 |                                                                 |
| Kirschdorf (LG)               | Kiersztanowo    | bis 1881 zum Amtsbezirk Lemkendorf zugehörig                    |
| Kirschdorf (Gut)              |                 | bis 1881 Amtsbezirk Lemkendorf, ab 1928 Landgemeinde Kirschdorf |

Im Januar 1945 bildeten noch die Gemeinden Cronau, Kallacken, Kirschdorf und Prohlen den Amtsbezirk Cronau.

## Kirche

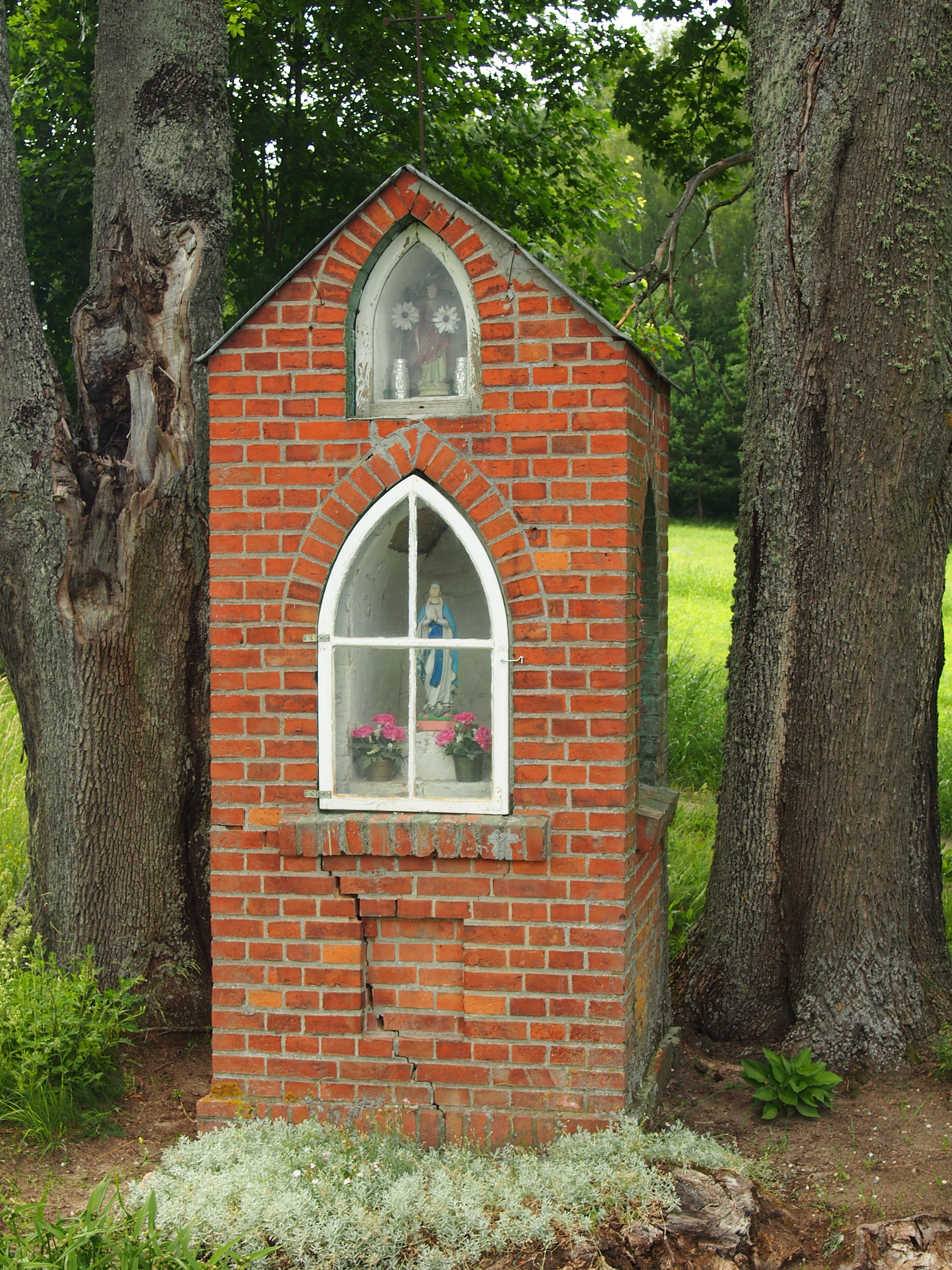
Bildstock bei Kronowo

### Evangelisch
Bis 1945 war (Groß) Cronau in die evangelische Kirche Wartenburg (Ostpreußen) in der Kirchenprovinz Ostpreußen der Kirche der Altpreußischen Union eingepfarrt. Heute gehört Kronowo zur Christus-Erlöser-Kirche Olsztyn (Allenstein) bzw. zur Kirche Biskupiec (Bischofsburg) in der Diözese Masuren der Evangelisch-Augsburgischen Kirche in Polen.

### Römisch-katholisch
(Groß) Cronau bzw. Kronowo gehörte bis 1945 bzw. gehört heute zur Pfarrei Groß Lemkendorf (polnisch Lamkowo), jetzt im Erzbistum Ermland gelegen.

## Wirtschaft und Infrastruktur

### Wirtschaft
Am Dorf gibt es einen großen Kiestagebau, in dem ein Teil der Einwohner des Dorfes beschäftigt ist. Sonst ist der Ort eher landwirtschaftlich geprägt. Ebenfalls gibt es einen kleinen Lebensmittelladen im Ort, der privat betrieben wird, und eine Grundschule, die auch von Kindern aus den umliegenden Dörfern besucht wird.

### Verkehr

#### Straße
Kronowo liegt an der Woiwodschaftsstraße 595, die die beiden Städte Jeziorany (Seeburg) und Barczewo (Wartenburg i. Ostpr.) miteinander verbindet. Lokale Nebenstraßen von Gradki (Gradtken) bzw. Wipsowo (Wieps) kommend enden in Kronowo.

#### Schiene
Barczewo ist die nächste Bahnstation und liegt an der Polnischen Staatsbahn (PKP) -Linie 353: Posen–Toruń–Olsztyn–Korsze–Skandawa, die früher bis nach Tschernjachowsk (Insterburg) in der heutigen russischen Oblast Kaliningrad führte.

## Persönlichkeiten
- Magdalena Szaj (* 1995), polnische Fußballspielerin